# Tahal
Tahal là một đô thị thuộc tỉnh Almería, ở cộng đồng tự trị Andalusia, Tây Ban Nha. Đô thị này có diện tích 95 km², dân số năm 2005 là 383 người.

## Biến động dân số
| 1999 | 2000 | 2001 | 2002 | 2003 | 2004 | 2005 |
| ---- | ---- | ---- | ---- | ---- | ---- | ---- |
| 392  | 407  | 395  | 378  | 373  | 385  | 383  |

Nguồn: INE (Tây Ban Nha)